# Lista statków typu Liberty według numeru kadłuba (1501–1650)
Ta strona przedstawia listę statków typu Liberty posortowaną według numeru kadłuba nadanego przez Komisję Morską (ang. Maritime Commission).
| Numer MC | Nazwa jednostki             | Patron                    | Typ jednostki          | Położenie stępki     | Wodowanie            | Los |
| -------- | --------------------------- | ------------------------- | ---------------------- | -------------------- | -------------------- | --- |
| 1501     | SS „Henry W. Grady”         | Henry W. Grady            | standardowy            | 31 lipca 1943        | 22 października 1943 | złomowany w 1971                                                                                                 |
| 1502     | SS „James A. Whetmore”      | James A. Whetmore         | standardowy            | 14 sierpnia 1943     | 30 października 1943 | złomowany w 1967                                                                                                 |
| 1503     | SS „Frederick Bartholdi”    | Frederick Bartholdi       | standardowy            | 29 sierpnia 1943     | 9 listopada 1943     | rozbity na Hebrydach w 1943, zadeklarowany jako zniszczony, złomowany                                            |
| 1504     | SS „John B. Gordon”         | John B. Gordon            | standardowy            | 6 września 1943      | 16 listopada 1943    | złomowany w 1961                                                                                                 |
| 1505     | SS „Edward P. Alexander”    | Edward P. Alexander       | standardowy            | 21 września 1943     | 23 listopada 1943    | sprzedany w prywatne ręce w 1947, rozbity w 1963, zniszczony                                                     |
| 1506     | SS „Robert Battey”          | Robert Battey             | standardowy            | 8 października 1943  | 30 listopada 1943    | rozbity na Mindanao w 1945, podniesiony                                                                          |
| 1507     | SS „Patrick H. Morrissey”   | Patrick H. Morrissey      | standardowy            | 23 października 1943 | 9 grudnia 1943       | sprzedany w prywatne ręce w 1947, złomowany w 1967                                                               |
| 1508     | SS „Joe C.S. Blackburn”     | Joe C.S. Blackburn        | standardowy            | 30 października 1943 | 15 grudnia 1943      | przerobiony na dok pływający w 1968                                                                              |
| 1509     | SS „John B. Lennon”         | John B. Lennon            | standardowy            | 10 listopada 1943    | 22 grudnia 1943      | sprzedany w prywatne ręce w 1947, złomowany w 1968                                                               |
| 1510     | SS „George G. Crawford”     | George G. Crawford        | standardowy            | 16 listopada 1943    | 1 stycznia 1944      | sprzedany w prywatne ręce w 1947, złomowany w 1971                                                               |
| 1511     | SS „David B. Johnson”       | David B. Johnson          | standardowy            | 23 listopada 1943    | 13 stycznia 1944     | złomowany w 1968                                                                                                 |
| 1512     | SS „Howard E. Coffin”       | Howard E. Coffin          | standardowy            | 30 listopada 1943    | 21 stycznia 1944     | sprzedany w prywatne ręce w 1947, złomowany w 1962                                                               |
| 1513     | SS „R. Ney McNeely”         | R. Ney McNeely            | standardowy            | 9 grudnia 1943       | 29 stycznia 1944     | przekazany USN jako YAG w 1955, złomowany w 1973                                                                 |
| 1514     | SS „Benjamin H. Hill”       | Benjamin H. Hill          | standardowy            | 16 grudnia 1943      | 7 lutego 1944        | złomowany w 1971                                                                                                 |
| 1515     | SS „Joseph M. Terrell”      | Joseph M. Terrell         | standardowy            | 23 grudnia 1943      | 14 lutego 1944       | złomowany w 1966                                                                                                 |
| 1516     | SS „Robert R. Livingston”   | Robert R. Livingston      | standardowy            | 3 stycznia 1944      | 21 lutego 1944       | złomowany w 1962                                                                                                 |
| 1517     | SS „Samalness”              | Samalness                 | standardowy            | 15 stycznia 1944     | 29 lutego 1944       | sprzedany w prywatne ręce w 1947, zatopiony w 1951                                                               |
| 1518     | SS „Isaac Shelby”           | Isaac Shelby              | standardowy            | 22 stycznia 1944     | 6 marca 1944         | rozbity w pobliżu Rome w 1945, zadeklarowany jako zniszczony, złomowany w 1948                                   |
| 1519     | SS „E. Kirby Smith”         | E. Kirby Smith            | standardowy            | 9 lipca 1942         | 30 grudnia 1942      | złomowany w 1956                                                                                                 |
| 1520     | SS „Newton D. Baker”        | Newton D. Baker           | standardowy            | 3 września 1942      | 25 lutego 1943       | złomowany w 1968                                                                                                 |
| 1521     | SS „John Bascom”            | John Bascom               | standardowy            | 7 września 1942      | 31 marca 1943        | trafiony bombą i zniszczony w Bari w 1943                                                                        |
| 1522     | SS „William J. Bryan”       | William J. Bryan          | standardowy            | 21 września 1942     | 22 kwietnia 1943     | złomowany w 1965                                                                                                 |
| 1523     | SS „Joseph M. Medill”       | Joseph M. Medill          | standardowy            | 28 września 1942     | 3 maja 1943          | złomowany w 1960                                                                                                 |
| 1524     | SS „Elihu Root”             | Elihu Root                | standardowy            | 5 października 1942  | 19 maja 1943         | złomowany w 1970                                                                                                 |
| 1525     | SS „John Hay”               | John Hay                  | standardowy            | 5 stycznia 1943      | 31 maja 1943         | złomowany w 1961                                                                                                 |
| 1526     | SS „Dwight L. Moody”        | Dwight L. Moody           | standardowy            | 4 marca 1943         | 28 czerwca 1943      | zatopiony aby stworzyć sztuczną rafę w pobliżu Port Mansfield TX, 1976                                           |
| 1527     | SS „Peter Zenger”           | Peter Zenger              | standardowy            | 31 marca 1943        | 4 lipca 1943         | złomowany w 1966                                                                                                 |
| 1528     | SS „Harriet Hosmer”         | Harriet Hosmer            | standardowy            | 23 kwietnia 1943     | 30 września 1943     | przekazany US Navy jako „Luna” (AKS 7), złomowany w 1965                                                         |
| 1529     | SS „Duncan U. Fletcher”     | Duncan U. Fletcher        | standardowy            | 3 maja 1943          | 10 sierpnia 1943     | sprzedany w prywatne ręce w 1947, rozbity w 1966, złomowany                                                      |
| 1530     | SS „Dolly Madison”          | Dolley Madison            | standardowy            | 20 maja 1943         | 27 września 1943     | sprzedany w prywatne ręce w 1947, zatonął w 1964                                                                 |
| 1531     | SS „Robert Lansing”         | Robert Lansing            | standardowy            | 3 czerwca 1943       | 17 lipca 1943        | złomowany w 1968                                                                                                 |
| 1532     | SS „Victor Herbert”         | Victor Herbert            | standardowy            | 30 czerwca 1943      | 22 sierpnia 1943     | sprzedany w prywatne ręce w 1947, złomowany w 1963                                                               |
| 1533     | SS „Julius Rosenwald”       | Julius Rosenwald          | standardowy            | 7 lipca 1943         | 13 września 1943     | sprzedany w prywatne ręce w 1947, złomowany w 1963                                                               |
| 1534     | SS „Mary Ball”              | Mary Ball                 | transportowiec czołgów | 20 lipca 1943        | 17 października 1943 | złomowany w 1972                                                                                                 |
| 1535     | SS „John Barton Payne”      | John Barton Payne         | transportowiec czołgów | 11 sierpnia 1943     | 23 października 1943 | złomowany w 1972                                                                                                 |
| 1536     | SS „Frederic C. Howe”       | Frederic C. Howe          | transportowiec czołgów | 24 sierpnia 1943     | 30 października 1943 | złomowany w 1972                                                                                                 |
| 1537     | SS „William B. Wilson”      | William B. Wilson         | transportowiec czołgów | 14 września 1943     | 6 listopada 1943     | złomowany w 1972                                                                                                 |
| 1538     | SS „Sarah J. Hale”          | Sarah J. Hale             | transportowiec czołgów | 29 września 1943     | 24 listopada 1943    | złomowany w 1972                                                                                                 |
| 1539     | SS „Nathan B. Forrest”      | Nathan B. Forrest         | transportowiec czołgów | 2 października 1943  | 13 listopada 1943    | złomowany w 1973                                                                                                 |
| 1540     | SS „Stephen R. Mallory”     | Stephen R. Mallory        | transportowiec czołgów | 19 października 1943 | 27 listopada 1943    | złomowany w 1971                                                                                                 |
| 1541     | SS „Edgar E. Clark”         | Edgar E. Clark            | transportowiec czołgów | 25 października 1943 | 11 grudnia 1943      | zatopiony aby stworzyć sztuczną rafę w pobliżu Virginia Capes, 1977                                              |
| 1542     | SS „Walter L. Fleming”      | Walter L. Fleming         | standardowy            | 31 października 1943 | 7 grudnia 1943       | złomowany w 1961                                                                                                 |
| 1543     | SS „Salvador Brau”          | Salvador Brau             | standardowy            | 8 listopada 1943     | 15 grudnia 1943      | złomowany w 1967                                                                                                 |
| 1544     | SS „Harold T. Andrews”      | Harold T. Andrews         | standardowy            | 15 listopada 1943    | 28 grudnia 1943      | sprzedany w prywatne ręce w 1947, rozbity w 1967                                                                 |
| 1545     | SS „Russell Sage”           | Russell Sage              | standardowy            | 25 listopada 1943    | 5 stycznia 1944      | sprzedany w prywatne ręce w 1947, rozbity w 1967, złomowany                                                      |
| 1546     | SS „William W. Loring”      | William W. Loring         | standardowy            | 29 listopada 1943    | 17 stycznia 1944     | złomowany w 1962                                                                                                 |
| 1547     | SS „Minnie M. Fiske”        | Minnie M. Fiske           | standardowy            | 8 grudnia 1943       | 29 stycznia 1944     | złomowany w 1966                                                                                                 |
| 1548     | SS „John W. Griffiths”      | John W. Griffiths         | standardowy            | 13 grudnia 1943      | 9 lutego 1944        | sprzedany w prywatne ręce w 1947, złomowany w 1965                                                               |
| 1549     | SS „Augustus Saint-Gaudens” | Augustus Saint-Gaudens    | standardowy            | 20 grudnia 1943      | 17 lutego 1944       | sprzedany w prywatne ręce w 1947, złomowany w 1967                                                               |
| 1550     | SS „John M. Brooke”         | John M. Brooke            | standardowy            | 30 grudnia 1943      | 24 lutego 1944       | sprzedany w prywatne ręce w 1947, złomowany w 1968                                                               |
| 1551     | SS „Rebecca Lukens”         | Rebecca Lukens            | standardowy            | 7 stycznia 1944      | 4 marca 1944         | przekazany US Army jako „Gen. Herbert A. Dargue” 1944, złomowany w 1970                                          |
| 1552     | SS „James A. Bayard”        | James A. Bayard           | standardowy            | 8 kwietnia 1943      | 10 maja 1943         | złomowany w 1963                                                                                                 |
| 1553     | SS „Mary Cassatt”           | Mary Cassatt              | standardowy            | 17 kwietnia 1943     | 16 maja 1943         | przekazany ZSRR 1943 jako „Odessa” („Одесса”), nadal w służbie jako pływający magazyn we Władywostoku            |
| 1554     | SS „Michael Pupin”          | Michajlo Pupin            | standardowy            | 18 kwietnia 1943     | 19 maja 1943         | złomowany w 1962                                                                                                 |
| 1555     | SS „Cyrus Hamlin”           | Cyrus Hamlin              | standardowy            | 25 kwietnia 1943     | 24 maja 1943         | przekazany US Navy jako „Lyra” (AK-101), złomowany w 1967                                                        |
| 1556     | SS „Henry Bergh”            | Henry Bergh               | standardowy            | 29 kwietnia 1943     | 28 maja 1943         | rozbity i zatopiony w Farallons w 1944                                                                           |
| 1557     | SS „John Carroll”           | John Carroll              | standardowy            | 30 kwietnia 1943     | 31 maja 1943         | sprzedany w prywatne ręce w 1947, złomowany w 1967                                                               |
| 1558     | SS „Jonathan P. Dolliver”   | Jonathan P. Dolliver      | standardowy            | 8 maja 1943          | 3 czerwca 1943       | złomowany w 1972                                                                                                 |
| 1559     | SS „James Harlan”           | James Harlan              | standardowy            | 11 maja 1943         | 7 czerwca 1943       | sprzedany w prywatne ręce w 1947, rozbity i złomowany w 1962                                                     |
| 1560     | SS „Robert Lucas”           | Robert Lucas              | standardowy            | 16 maja 1943         | 10 czerwca 1943      | złomowany w 1972                                                                                                 |
| 1561     | SS „Edwin T. Meredith”      | Edwin T. Meredith         | standardowy            | 19 maja 1943         | 15 czerwca 1943      | złomowany w 1972                                                                                                 |
| 1562     | SS „Maria Sanford”          | Maria Sanford             | standardowy            | 24 maja 1943         | 20 czerwca 1943      | złomowany w 1960                                                                                                 |
| 1563     | SS „Christopher C. Andrews” | Christopher C. Andrews    | standardowy            | 28 maja 1943         | 24 czerwca 1943      | przekazany US Navy jako „Hyperion” (AK-107), złomowany w 1961                                                    |
| 1564     | SS „Leonidas Merritt”       | Leonidas Merritt          | standardowy            | 31 maja 1943         | 30 czerwca 1943      | trafiony przez kamikaze w Zatoce Leyte w 1944, naprawiony, złomowany w 1970                                      |
| 1565     | SS „Floyd B. Olson”         | Floyd B. Olson            | standardowy            | 3 czerwca 1943       | 28 czerwca 1943      | złomowany w 1961                                                                                                 |
| 1566     | SS „Irving M. Scott”        | Irving M. Scott           | standardowy            | 6 maja 1943          | 30 maja 1943         | złomowany w 1960                                                                                                 |
| 1567     | SS „Joseph S. Emery”        | Joseph S. Emery           | standardowy            | 8 maja 1943          | 31 maja 1943         | złomowany w 1960                                                                                                 |
| 1568     | SS „George Berkeley”        | George Berkeley           | standardowy            | 10 maja 1943         | 2 czerwca 1943       | złomowany w 1960                                                                                                 |
| 1569     | SS „Adolph Sutro”           | Adolph Sutro              | standardowy            | 12 maja 1943         | 4 czerwca 1943       | złomowany w 1961                                                                                                 |
| 1570     | SS „John W. Mackay”         | John W. Mackay            | standardowy            | 14 maja 1943         | 6 czerwca 1943       | złomowany w 1969                                                                                                 |
| 1571     | SS „James W. Nye”           | James W. Nye              | standardowy            | 16 maja 1943         | 8 czerwca 1943       | przekazany USN jako „Ganymede” (AK-104), złomowany w 1973                                                        |
| 1572     | SS „William W. majao”       | William W. majao          | standardowy            | 18 maja 1943         | 10 czerwca 1943      | złomowany w 1960                                                                                                 |
| 1573     | SS „John Lind”              | John Lind                 | standardowy            | 21 maja 1943         | 11 czerwca 1943      | złomowany w 1972                                                                                                 |
| 1574     | SS „Ole E. Rolvaag”         | Ole E. Rolvaag            | standardowy            | 22 maja 1943         | 13 czerwca 1943      | złomowany w 1971                                                                                                 |
| 1575     | SS „John T. McMillan”       | John T. McMillan          | standardowy            | 25 maja 1943         | 15 czerwca 1943      | złomowany w 1970                                                                                                 |
| 1576     | SS „Fremont Older”          | Fremont Older             | standardowy            | 26 maja 1943         | 17 czerwca 1943      | sprzedany w prywatne ręce w 1947, rozbity i zatopiony w 1967                                                     |
| 1577     | SS „Conrad Kohrs”           | Conrad Kohrs              | standardowy            | 29 maja 1943         | 19 czerwca 1943      | sprzedany w prywatne ręce w 1947, złomowany w 1963                                                               |
| 1578     | SS „Stephen Crane”          | Stephen Crane             | standardowy            | 30 maja 1943         | 20 czerwca 1943      | zbombardowany w pobliżu Nowej Gwinei w 1944, naprawiony, złomowany w 1958                                        |
| 1579     | SS „William Beaumont”       | William Beaumont          | standardowy            | 31 maja 1943         | 23 czerwca 1943      | złomowany w 1971                                                                                                 |
| 1580     | SS „John H. Rosseter”       | John H. Rosseter          | standardowy            | 2 czerwca 1943       | 24 czerwca 1943      | złomowany w 1966                                                                                                 |
| 1581     | SS „Henry Dodge”            | Henry Dodge               | standardowy            | 4 czerwca 1943       | 25 czerwca 1943      | sprzedany w prywatne ręce w 1946, zatonął w 1968                                                                 |
| 1582     | SS „John S. Sargent”        | John S. Sargent           | standardowy            | 6 czerwca 1943       | 27 czerwca 1943      | złomowany w 1970                                                                                                 |
| 1583     | SS „Charles Robinson”       | Charles Robinson          | standardowy            | 8 czerwca 1943       | 28 czerwca 1943      | sprzedany w prywatne ręce w 1947, złomowany w 1963                                                               |
| 1584     | SS „Increase A. Lapham”     | Increase A. Lapham        | standardowy            | 10 czerwca 1943      | 29 czerwca 1943      | przekazany USN jako „Alkes” (AK-110), złomowany w 1972                                                           |
| 1585     | SS „Clarence King”          | Clarence King             | standardowy            | 11 czerwca 1943      | 1 lipca 1943         | sprzedany w prywatne ręce w 1947, rozbity w 1964 i złomowany                                                     |
| 1586     | SS „William Prouse”         | William Prouse            | standardowy            | 13 czerwca 1943      | 4 lipca 1943         | złomowany w 1960                                                                                                 |
| 1587     | SS „M. H. De Young”         | M. H. de Young            | standardowy            | 15 czerwca 1943      | 6 lipca 1943         | trafiony torpedą na Pacyfiku w 1943, przekazany USN jako „Antelope” (IX-109), złomowany w 1950                   |
| 1588     | SS „John E. Wilkie”         | John E. Wilkie            | standardowy            | 17 czerwca 1943      | 8 lipca 1943         | storpedowany i zatopiony na Morzu Arabskim w 1943                                                                |
| 1588     | SS „Sambridge”              | Sambridge                 | standardowy            | 17 czerwca 1943      | 8 lipca 1943         | storpedowany i zatopiony na Morzu Arabskim w 1943                                                                |
| 1589     | SS „John Ross”              | John Ross                 | standardowy            | 19 czerwca 1943      | 10 lipca 1943        | sprzedany w prywatne ręce w 1947, złomowany w 1973                                                               |
| 1590     | SS „John Whiteaker”         | John Whiteaker            | standardowy            | 9 stycznia 1943      | 7 lutego 1943        | przekazany USN jako „Situla” (AK-140), złomowany w 1961                                                          |
| 1591     | SS „Sam Jackson”            | Sam Jackson               | standardowy            | 11 stycznia 1943     | 9 lutego 1943        | złomowany w 1968                                                                                                 |
| 1592     | SS „Owen Summers”           | Owen Summers              | standardowy            | 13 stycznia 1943     | 11 lutego 1943       | złomowany w 1961                                                                                                 |
| 1593     | SS „Arthur Riggs”           | Arthur Riggs              | standardowy            | 15 stycznia 1943     | 13 lutego 1943       | złomowany w 1962                                                                                                 |
| 1594     | SS „Lot Whitcomb”           | Lot Whitcomb              | standardowy            | 17 stycznia 1943     | 16 lutego 1943       | sprzedany w prywatne ręce w 1947, złomowany w 1968                                                               |
| 1595     | SS „Morton M. McCarver”     | Morton M. McCarver        | standardowy            | 19 stycznia 1943     | 18 lutego 1943       | złomowany w 1967                                                                                                 |
| 1596     | SS „Hall J. Kelley”         | Hall J. Kelley            | standardowy            | 26 stycznia 1943     | 20 lutego 1943       | sprzedany w prywatne ręce w 1947, złomowany w 1968                                                               |
| 1597     | SS „John W. Cullen”         | John W. Cullen            | standardowy            | 29 stycznia 1943     | 22 lutego 1943       | złomowany w 1963                                                                                                 |
| 1598     | SS „Nathaniel J. Wyeth”     | Nathaniel J. Wyeth        | standardowy            | 31 stycznia 1943     | 24 lutego 1943       | przekazany USN jako „De Grasse” (AK 164), złomowany w 1970                                                       |
| 1599     | SS „Henderson Luelling”     | Henderson Luelling        | standardowy            | 2 lutego 1943        | 25 lutego 1943       | złomowany w 1959                                                                                                 |
| 1600     | SS „E.H. Harriman”          | E.H. Harriman             | standardowy            | 5 lutego 1943        | 27 lutego 1943       | przekazany ZSRR w 1943 jako „Dekabrist” („Декабрист”), złomowany w 1972                                          |
| 1601     | SS „Cushing Eells”          | Cushing Eells             | standardowy            | 7 lutego 1943        | 1 marca 1943         | sprzedany w prywatne ręce w 1947, złomowany w 1971                                                               |
| 1602     | SS „James Harrod”           | James Harrod              | standardowy            | 9 lutego 1943        | 3 marca 1943         | pożar w pobliżu Kent w 1945, naprawiony, zatopiony z przestarzałą amunicją w 1946                                |
| 1603     | SS „Christopher Greenup”    | Christopher Greenup       | standardowy            | 11 lutego 1943       | 5 marca 1943         | złomowany w 1962                                                                                                 |
| 1604     | SS „Amos Kendall”           | Amos Kendall              | standardowy            | 13 lutego 1943       | 7 marca 1943         | złomowany w 1961                                                                                                 |
| 1605     | SS „Belva Lockwood”         | Belva Lockwood            | standardowy            | 16 lutego 1943       | 9 marca 1943         | złomowany w 1962                                                                                                 |
| 1606     | SS „Kenneth A.J. MacKenzie” | Kenneth A.J. MacKenzie    | standardowy            | 18 lutego 1943       | 11 marca 1943        | złomowany w 1970                                                                                                 |
| 1607     | SS „Lucretia Mott”          | Lucretia Mott             | standardowy            | 20 lutego 1943       | 13 marca 1943        | złomowany w 1968                                                                                                 |
| 1608     | SS „Pierre Gibault”         | Pierre Gibault            | standardowy            | 22 lutego 1943       | 15 marca 1943        | wszedł na minę w pobliżu Rhodes w 1945, złomowany w 1949                                                         |
| 1609     | SS „Benjamin H. Grierson”   | Benjamin H. Grierson      | standardowy            | 24 lutego 1943       | 17 marca 1943        | zatopiony aby stworzyć sztuczną rafę w pobliżu Panama City FL 1977                                               |
| 1610     | SS „Elijah P. Lovejoy”      | Elijah P. Lovejoy         | standardowy            | 25 lutego 1943       | 19 marca 1943        | sprzedany w prywatne ręce w 1947, złomowany w 1978                                                               |
| 1611     | SS „Graham Taylor”          | Graham Taylor             | standardowy            | 27 lutego 1943       | 21 marca 1943        | przekazany ZSRR 1943 jako „Michaił Kutuzow” („Михаил Кутузов”), złomowany w 1973                                 |
| 1612     | SS „Albert B. Cummins”      | Albert B. Cummins         | standardowy            | 1 marca 1943         | 23 marca 1943        | złomowany w 1961                                                                                                 |
| 1613     | SS „James W. Grimes”        | James W. Grimes           | standardowy            | 3 marca 1943         | 24 marca 1943        | złomowany w 1972                                                                                                 |
| 1614     | SS „George L. Baker”        | George L. Baker           | standardowy            | 5 marca 1943         | 26 marca 1943        | sprzedany w prywatne ręce w 1947, złomowany w 1969                                                               |
| 1615     | SS „Chief Joseph”           | Chief Joseph              | standardowy            | 7 marca 1943         | 27 marca 1943        | sprzedany w prywatne ręce w 1946, zatonął w 1962                                                                 |
| 1616     | SS „Henry W. Corbett”       | Henry W. Corbett          | standardowy            | 9 marca 1943         | 29 marca 1943        | przekazany ZSRR w 1943 jako „Aleksander Newski” („Александр Невский”), złomowany w 1978                          |
| 1617     | SS „George Flavel”          | George Flavel             | standardowy            | 11 marca 1943        | 31 marca 1943        | złomowany w 1968                                                                                                 |
| 1618     | SS „John H. Couch”          | John H. Couch             | standardowy            | 13 marca 1943        | 1 kwietnia 1943      | trafiony torpedą lotniczą i zatonął w pobliżu Guadalcanal w 1943                                                 |
| 1619     | SS „George H. Flanders”     | George H. Flanders        | standardowy            | 15 marca 1943        | 3 kwietnia 1943      | sprzedany w prywatne ręce w 1947, złomowany w 1972                                                               |
| 1620     | SS „Francis W. Pettygrove”  | Francis W. Pettygrove     | standardowy            | 17 marca 1943        | 4 kwietnia 1943      | trafiony torpedą lotniczą na Morzu Śródziemnym w 1943, złomowany w 1949                                          |
| 1621     | SS „Henry Failing”          | Henry Failing             | standardowy            | 19 marca 1943        | 7 kwietnia 1943      | złomowany w 1961                                                                                                 |
| 1622     | SS „B. F. Shaw”             | B. F. Shaw                | standardowy            | 21 marca 1943        | 9 kwietnia 1943      | zatopiony aby stworzyć sztuczną rafę w pobliżu Freeport TX 1976                                                  |
| 1623     | SS „Simon Bolivar”          | Simón Bolívar             | standardowy            | 23 marca 1943        | 11 kwietnia 1943     | złomowany w 1971                                                                                                 |
| 1624     | SS „Louis Agassiz”          | Louis Agassiz             | standardowy            | 24 marca 1943        | 13 kwietnia 1943     | przekazany ZSRR 1943 jako „Jemielian Pugaczow” („Емельян Пугачёв”), złomowany w 1977                             |
| 1625     | SS „Edward Bellamy”         | Edward Bellamy            | standardowy            | 26 marca 1943        | 14 kwietnia 1943     | złomowany w 1970                                                                                                 |
| 1626     | SS „Cass Gilbert”           | Cass Gilbert              | standardowy            | 27 marca 1943        | 16 kwietnia 1943     | przekazany ZSRR w 1943 jako „Stepan Riazin” („Степан Рязин”), złomowany w 1969                                   |
| 1627     | SS „Gouverneur Morris”      | Gouverneur Morris         | standardowy            | 29 marca 1943        | 18 kwietnia 1943     | przekazany ZSRR w 1943 jako „Leningrad” („Ленинград”), później „Iwan Kulibin” („Иван Кулибин”), złomowany w 1974 |
| 1628     | SS „Gilbert Stuart”         | Gilbert Stuart            | standardowy            | 31 marca 1943        | 20 kwietnia 1943     | sprzedany w prywatne ręce w 1947, złomowany w 1973                                                               |
| 1629     | SS „DeWitt Clinton”         | DeWitt Clinton            | standardowy            | 1 kwietnia 1943      | 22 kwietnia 1943     | przekazany ZSRR w 1943 jako „Sewastopol” („Севастополь”), złomowany w 1970                                       |
| 1630     | SS „Richard Harding Davis”  | Richard Harding Davis     | standardowy            | 3 kwietnia 1943      | 23 kwietnia 1943     | złomowany w 1967                                                                                                 |
| 1631     | SS „William H. McGuffey”    | William H. McGuffey       | standardowy            | 4 kwietnia 1943      | 25 kwietnia 1943     | zatopiony jako falochron w Nikiska w 1967                                                                        |
| 1632     | SS „William Carson”         | William Carson            | standardowy            | 12 marca 1943        | 7 kwietnia 1943      | złomowany w 1970                                                                                                 |
| 1633     | SS „Charles H. Windham”     | Charles H. Windham        | standardowy            | 15 marca 1943        | 10 kwietnia 1943     | złomowany w 1960                                                                                                 |
| 1634     | SS „Juan Flaco Brown”       | Juan Flaco Brown          | standardowy            | 16 marca 1943        | 12 kwietnia 1943     | złomowany w 1961                                                                                                 |
| 1635     | SS „Thaddeus S. C. Lowe”    | Thaddeus S. C. Lowe       | standardowy            | 17 marca 1943        | 13 kwietnia 1943     | uszkodzony w 1943, zadeklarowany jako zniszczony, złomowany w 1959                                               |
| 1636     | SS „Miguel Hidalgo”         | Miguel Hidalgo            | standardowy            | 19 marca 1943        | 14 kwietnia 1943     | złomowany w 1958                                                                                                 |
| 1637     | SS „Josiah D. Whitney”      | Josiah D. Whitney         | standardowy            | 22 marca 1943        | 16 kwietnia 1943     | przekazany USN jako „Livingston” (AP-163), złomowany w 1973                                                      |
| 1638     | SS „William M. Gwin”        | William M. Gwin           | standardowy            | 24 marca 1943        | 17 kwietnia 1943     | przekazany USN jako „Lesuth” (AK 125), złomowany w 1964                                                          |
| 1639     | SS „Mark Keppel”            | Mark Keppel               | standardowy            | 26 marca 1943        | 18 kwietnia 1943     | złomowany w 1963                                                                                                 |
| 1640     | SS „Wiley Post”             | Wiley Post                | standardowy            | 27 marca 1943        | 21 kwietnia 1943     | złomowany w 1959                                                                                                 |
| 1641     | SS „George Gershwin”        | George Gershwin           | standardowy            | 29 marca 1943        | 22 kwietnia 1943     | zatopiony aby stworzyć sztuczną rafę w pobliżu Horn Island MS 1975                                               |
| 1642     | SS „General Vallejo”        | Mariano Guadalupe Vallejo | standardowy            | 31 marca 1943        | 23 kwietnia 1943     | przekazany USN jako „Megrez” (AK-126), złomowany w 1974                                                          |
| 1643     | SS „Andrew Rowan”           | Andrew Rowan              | standardowy            | 2 kwietnia 1943      | 26 kwietnia 1943     | przekazany USN jako „Rutilicus” (AK-113), złomowany w 1972                                                       |
| 1644     | SS „Thomas Hill”            | Thomas Hill               | standardowy            | 5 kwietnia 1943      | 27 kwietnia 1943     | sprzedany w prywatne ręce w 1947, sunk 1962                                                                      |
| 1645     | SS „Edward W. Scripps”      | Edward W. Scripps         | standardowy            | 6 kwietnia 1943      | 28 kwietnia 1943     | zatopiony aby stworzyć sztuczną rafę w pobliżu South Padre Island TX 1975                                        |
| 1646     | SS „Benjamin D. Wilson”     | Benjamin D. Wilson        | standardowy            | 7 kwietnia 1943      | 30 kwietnia 1943     | złomowany w 1962                                                                                                 |
| 1647     | SS „Jose Sepulveda”         | José Sepúlveda            | standardowy            | 10 kwietnia 1943     | 2 maja 1943          | przekazany ZSRR w 1944 jako „Suchan” („Сухан”), później „Partizansk” („Партизанск”), złomowany w 1977            |
| 1648     | SS „Ignace Paderewski”      | Ignacy Paderewski         | standardowy            | 12 kwietnia 1943     | 4 maja 1943          | ciężko uszkodzony przez tajfun w 1945 i złomowany w 1947                                                         |
| 1649     | SS „Charles Lummis”         | Charles Lummis            | standardowy            | 13 kwietnia 1943     | 5 maja 1943          | złomowany w 1965                                                                                                 |
| 1650     | SS „Jedediah S. Smith”      | Jedediah S. Smith         | standardowy            | 14 kwietnia 1943     | 7 maja 1943          | złomowany w 1964                                                                                                 |